# Citroensijs
De citroensijs (Carduelis citrinella) is een zangvogel uit de familie der Vinkachtigen. De wetenschappelijke naam van de soort werd, als Fringilla citrinella in 1764 geldig gepubliceerd door Peter Simon Pallas.

## Plaats in de systematiek
De soort werd door Sibley & Monroe in 1990 in het geslacht Serinus (kanarie) geplaatst, vandaar dat ook een enkele keer de Nederlandstalige naam citroenkanarie opduikt. Fylogenetisch onderzoek door A. Arnaiz-Villena et al. uit 1998, plaatste de soort stevig in het geslacht Carduelis.

## Kenmerken
De vogel heeft een donkergele tot groene rug en een grijze nek en hals. De voorzijde van de kop en de onderdelen zijn groengeel tot geel. De staart is volledig donker. De beide geslachten zijn vrijwel gelijk van uiterlijk maar het vrouwtje heeft een enigszins gestreepte kruin en bovenzijde van de rug, waar die van het mannetje egaal van kleur zijn. De lichaamslengte bedraagt 12 cm.

## Leefwijze
De vogel voedt zich met de zaden van naaldbomen, maar ook van alpenplanten. Ze leven groepsgewijs samen met andere vogels.

## Verspreiding en leefgebied
De nominaatvorm, Carduelis citrinella citrinella is een standvogel in de Pyreneeën en de Spaanse sierra's, de Alpen, de Jura en noordelijk tot het Zwarte Woud, boven 1500 meter, 's winters ook lager. Ze broeden aan de rand van gemengde bossen of naaldbossen. De ondersoort Carduelis citrinella corsicana is een standvogel op Corsica en Sardinië, waar ze broedt vanaf zeeniveau tot in het hooggebergte, en in een grotere verscheidenheid aan struikachtige habitats.